# Rébellion de Dorr

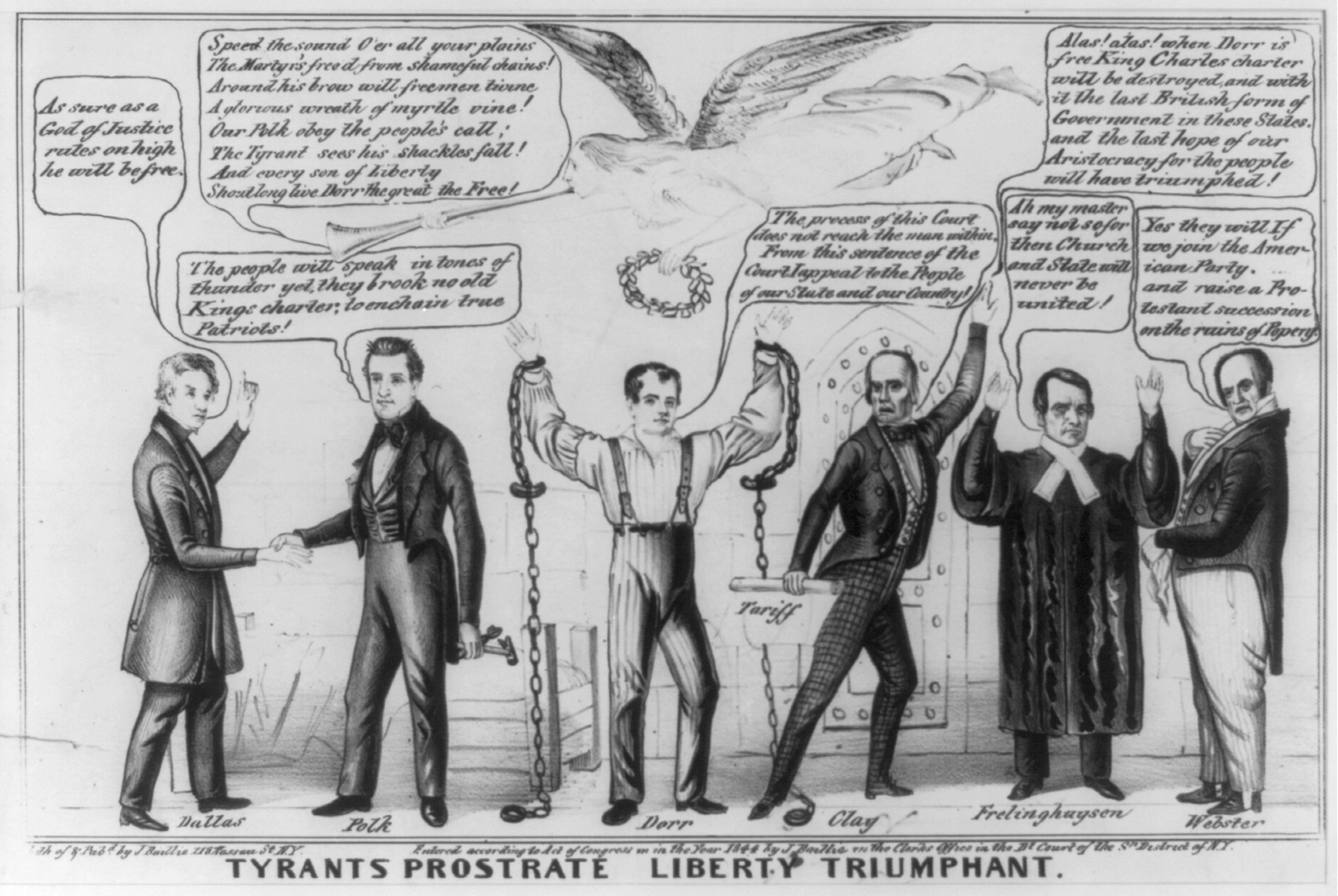
Gravure en faveur des Dorrites (1844).

La Rébellion de Dorr est une insurrection armée à Rhode Island en 1841 et 1842, menée par Thomas Wilson Dorr qui voulait changer le système électoral de l'état.

## Origines
D'après la charte de Rhode Island, reçue à l'origine du Roi Charles II d'Angleterre en 1663, seuls les propriétaires terriens pouvaient voter. À l'époque, alors que la plupart des habitants des colonies étaient fermiers, cela pouvait être considéré comme démocratique. Dans les années 1840 une propriété en terre valant au moins 134 $ était demandée pour avoir droit au vote. Cependant comme la révolution industrielle gagnait le Nord de l'Amérique et que les gens affluaient dans les villes, de plus en plus de monde ne pouvait pas voter. Ainsi en 1829, 60 % des hommes blancs libres étaient interdits de vote.
Ceci était considéré par quelques-uns comme violant l'Article IV, Section 4 de la Constitution des États-Unis d'Amérique qui stipulait que « les États-Unis doivent garantir à chaque État de l'union une forme républicaine de gouvernement ». En bref, beaucoup considéraient qu'un électorat constitué de seulement 40 % des hommes blancs libres de l'État était anti-républicain et que ceci constituait une violation de la Constitution (à l'époque, les femmes et les esclaves ne votaient pas, ainsi que d'autres minorités).
Avant les années 1840, plusieurs tentatives avaient été faites de remplacer l'ancienne charte coloniale par une nouvelle constitution d'État pour autoriser plus largement les droits de vote. Elles avaient toutes échoué devant le mur de la législature.

## La rébellion

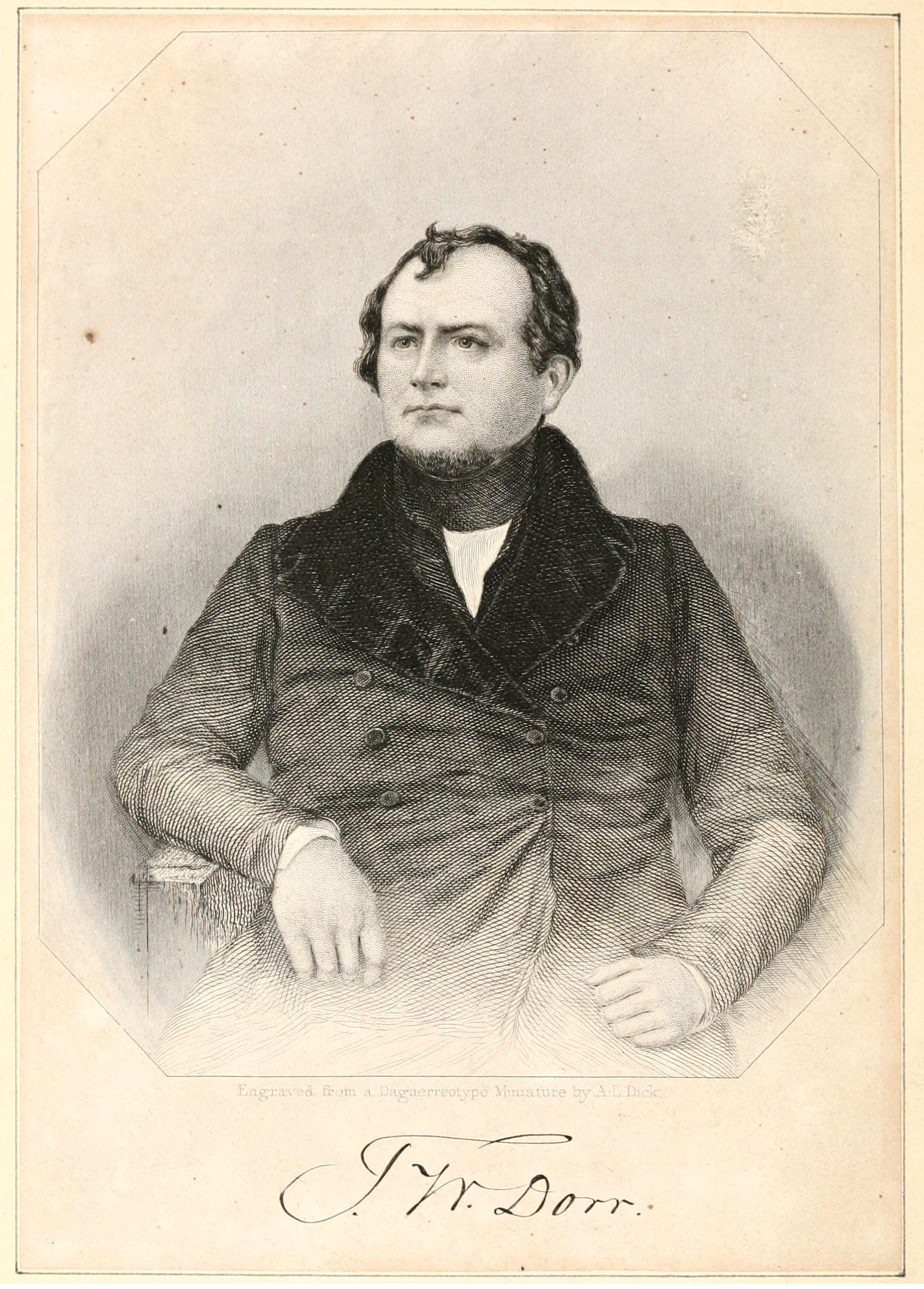
Thomas Wilson Dorr (1805 – 1854)

Des milliers de personnes défilent dans les rues de Providence au printemps 1841. En octobre 1841, les partisans du suffrage élargi, mené par Dorr, un avocat, établissent la Convention du Peuple qui est une nouvelle constitution qui donne le droit de vote aux hommes blancs de plus de 21 ans et résidents depuis plus d'un an dans l'État Rhode Island. Au même moment, et en vue d'apaiser la situation, la législature établit une constitution rivale, dite la Freemen's Constitution, qui fait quelques concessions à des revendications démocratiques.
Les deux constitutions furent votées à la fin de l'année 1841, avec comme résultat la défaite de la Freemen's Constitution, largement due aux électeurs de Dorr, alors que la Convention du Peuple était largement ratifiée par un référendum populaire en décembre par 14 000 personnes.
En début de 1842 les deux groupes organisèrent chacun leurs propres élections, ce qui conduisit à l'élection à la fois de Dorr et de Samuel Ward King comme Gouverneur en avril.
King, représentant le parti de « La Loi et l'Ordre », refusa d'introduire la nouvelle constitution et déclara la loi martiale. Le 4 mai 1842, l'État demande aux troupes du gouvernement fédéral d'intervenir. Le Président Tyler décide de surseoir.
Les 3000 « Dorrites » (le groupe entrainé par Dorr) attaquèrent l'Arsenal Providence le 19 mai 1842. Leur faisant face, les « Charterites » (les supporter de l'ancienne charte) comptaient dans leur rang le père de Thomas Dorr, Sullivan Dorr, et son oncle, Crawford Allen. À cette époque, ceux-ci possédaient le Bernon Mill Village à Woonsocket. Le 20 mai au matin, seuls une cinquantaine de Dorrites faisait face aux 1500 miliciens de la législature de King, les autres Dorrites s'étant volatilisés. Après cette défaite, Thomas Dorr et ses supporteurs se retirèrent à Chepachet où ils espéraient reconduire la Convention du Peuple. 
Les forces Charterites furent envoyées à Woonsocket pour défendre le village et couper la retraite des forces Dorrites. Les Charterites fortifièrent un camp en préparation d'une attaque, mais celle-ci n'eut jamais lieu, et la Rébellion de Dorr s'évanouit simplement peu après. Governor King émit un ordre d'arrestation à l'encontre de Dorr le 8 juin et une prime de 1000 $ pour son arrestation, portée à 5000 $ le 29 juin. Dorr s'exila de l'État.
Les Charterites, finalement convaincus de la nécessité d'une réforme électorale, convoquèrent une autre convention. En septembre 1842 se tint à Newport une session de l'Assemblée Générale de Rhode Island donnant naissance à une nouvelle constitution d'État qui fut ratifiée par les élus en place, proclamée par le Gouverneur King le 23 janvier 1843, et prit effet en mai. La nouvelle constitution étendait l'autorisation de vote à chaque homme blanc libre pouvant payer une poll tax de $1.

## Le destin de Dorr
Dorr revint dans le Rhode Island cette année, fut déclaré coupable, et condamné en 1844 aux travaux forcés à perpétuité. La dureté de la sentence fut largement désapprouvée, et en 1845 Dorr, malade, fut libéré et gracié après vingt mois de prison par le nouveau gouverneur. Ses droits civiques lui furent restitués en 1851, et en 1854 le jugement de cour rendu contre lui fut annulé.
Thomas Wilson Dorr est mort le 27 décembre 1854, à Providence.

## Interprétations
Les historiens ont longtemps discuté la signification et la nature de la rébellion. Mowry (1901) l'a dénoncée, alors que Gittelman (1973) la voyait comme une tentative précoce de la classe ouvrière de renverser un gouvernement élitiste. Dennison (1976) l'a vue comme expression légitime de républicanisme aux États-Unis, mais conclut que la politique changea peu après 1842 parce que les mêmes groupes dirigeaient l'État. Cependant, en 1854, la Cour Suprême d'État a écrit que "L'union de tous les pouvoirs de gouvernement dans les mêmes mains est par définition despotique" ; ainsi, la même cour qui, en 1844, condamne Dorr de trahison contre la charte a ordonné, dix ans après, que la charte avait incorrectement autorisé une forme de gouvernement despotique, non-républicaine, non-Américaine.